# 王峰镇
王峰镇是中华人民共和国陕西省渭南市韩城市一个已撤销的乡级行政区。

## 历史沿革
1948年王峰设区，1958年改称王峰公社，1964年再设王峰区，1970年复改为王峰公社，1983年改设王峰乡。 2011年撤销王峰乡设立王峰镇，2015年撤销王峰镇，并入桑树坪镇。